# 佐々木瞳 (フリーアナウンサー)
佐々木 瞳（ささき ひとみ）は、フリーアナウンサー。元ラジオ福島アナウンサー。

## 来歴・人物
神奈川県出身。身長166cm。中央大学在学中に『Oha!4 NEWS LIVE』（日本テレビ）で学生アナウンサーとして活躍。2010年、ラジオ福島にアナウンサーとして入社。　
2014年4月、ラジオ福島を退社してフリーアナウンサーに転身。2015年にはミス・コンテスト「Bride of japan2015」にエントリーし、ファイナリストまで残る（最終順位は3位）。
2018年11月1日から2020年9月30日までジョイスタッフに所属していた。
趣味・特技はフラダンス、絵を描くこと、美術館巡り、お酒、資格・免許はフランス語検定3級、日本酒ナビゲーター。

## 出演番組

### 現在

#### テレビ
- 東京ホンマもん教室（2020年11月8日 - 、TOKYO MX）- MC

#### ラジオ
- サンデーNEWSスクランブル（2020年12月13日 - 文化放送） - キャスター
- 斉藤一美 ニュースワイドSAKIDORI！（文化放送） - レポーター

### 過去

#### テレビ
- ヒット！Navi（2015年9月26日 - 2020年4月25日・福島放送） - MC
- 夕方ワイド（福島放送） - 土曜日パーソナリティ
- 冬はたっぷり趣味三昧「12月からの趣味どきっ！」（2018年11月27日・NHK Eテレ） - MC
- 趣味どきっ！「不思議な猫世界 ニッポン 猫と人の文化史」（2018年12月3日 - 2019年1月28日・NHK Eテレ） - MC
- よじごじDays（2019年4月12日 - 、テレビ東京） - 中継リポーター
- みらいウォッチ（2019年7月20日 - 2019年9月28日・テレビ埼玉） - リポーター・ナレーション
- 天才！志村どうぶつ園（日本テレビ） - ナレーション

#### ラジオ
- 朝から全開（ラジオ福島） - パーソナリティ
- キミの瞳に恋してるDX（ラジオ福島） - パーソナリティ・企画・制作
  - （2010年10月10日 - 2011年3月6日）日曜20:00 - 20:30
  - （2011年4月16日 - 2011年6月25日）土曜22:05 - 22:30
  - （2011年7月2日 - 2012年9月29日）土曜22:00 - 22:30
- おしゃべりラボ~しあわせsocial design~（2016年・ニッポン放送） - アシスタント

### CM
- PlayStation「Days of Play」（2018年）